# 臺灣土地銀行
臺灣土地銀行，簡稱土地銀行、土銀，是一家臺灣大型銀行，為臺灣「八大行庫」之一，總行位於臺北市中正區館前路，資產在中華民國本國銀行排名第五。成立於1946年。係改組日治時代原日本勸業銀行在臺北、新竹、臺中、臺南、高雄五支店而成立。截至2018年全球分行共有162間。

## 歷史

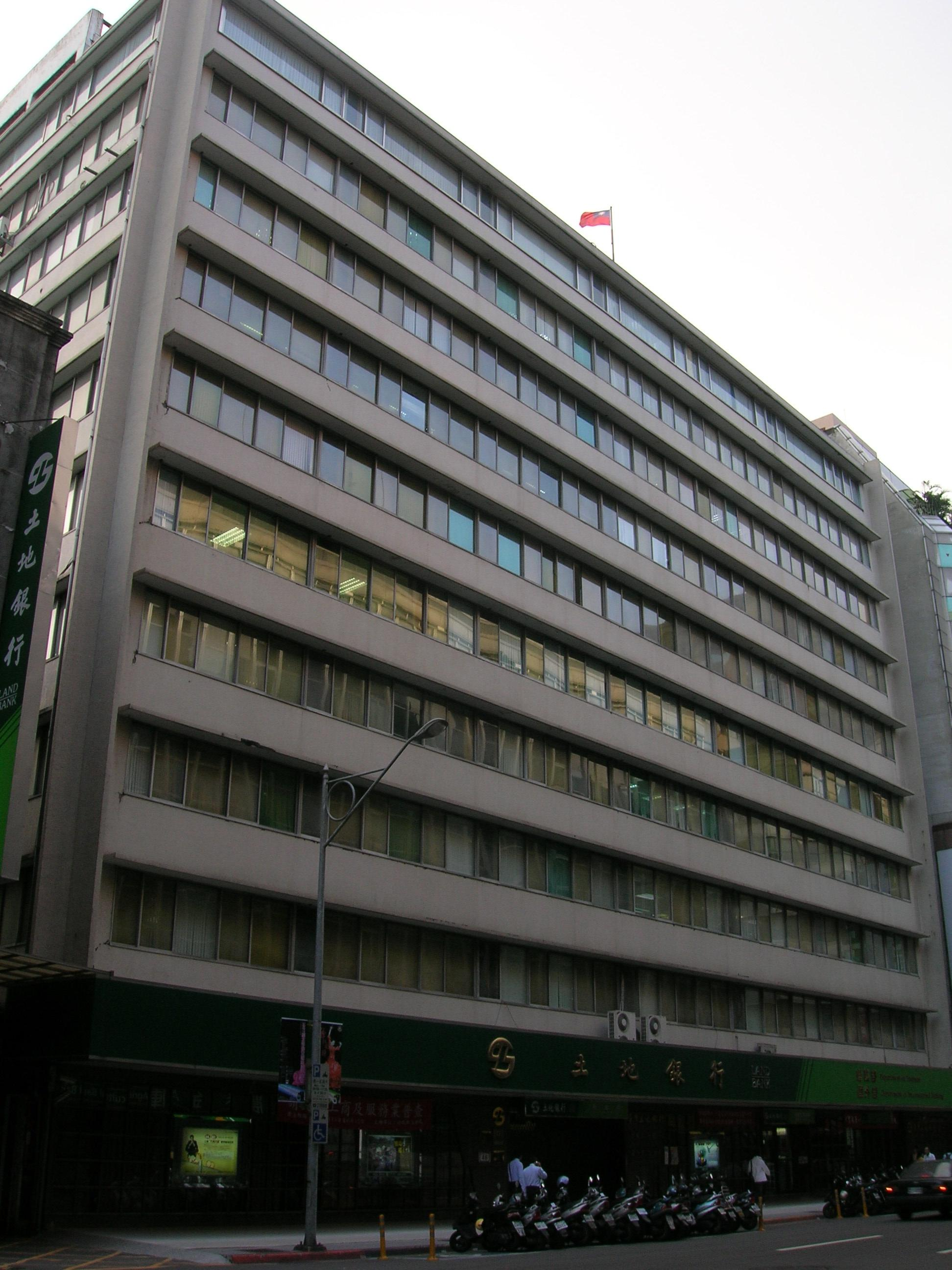
總行

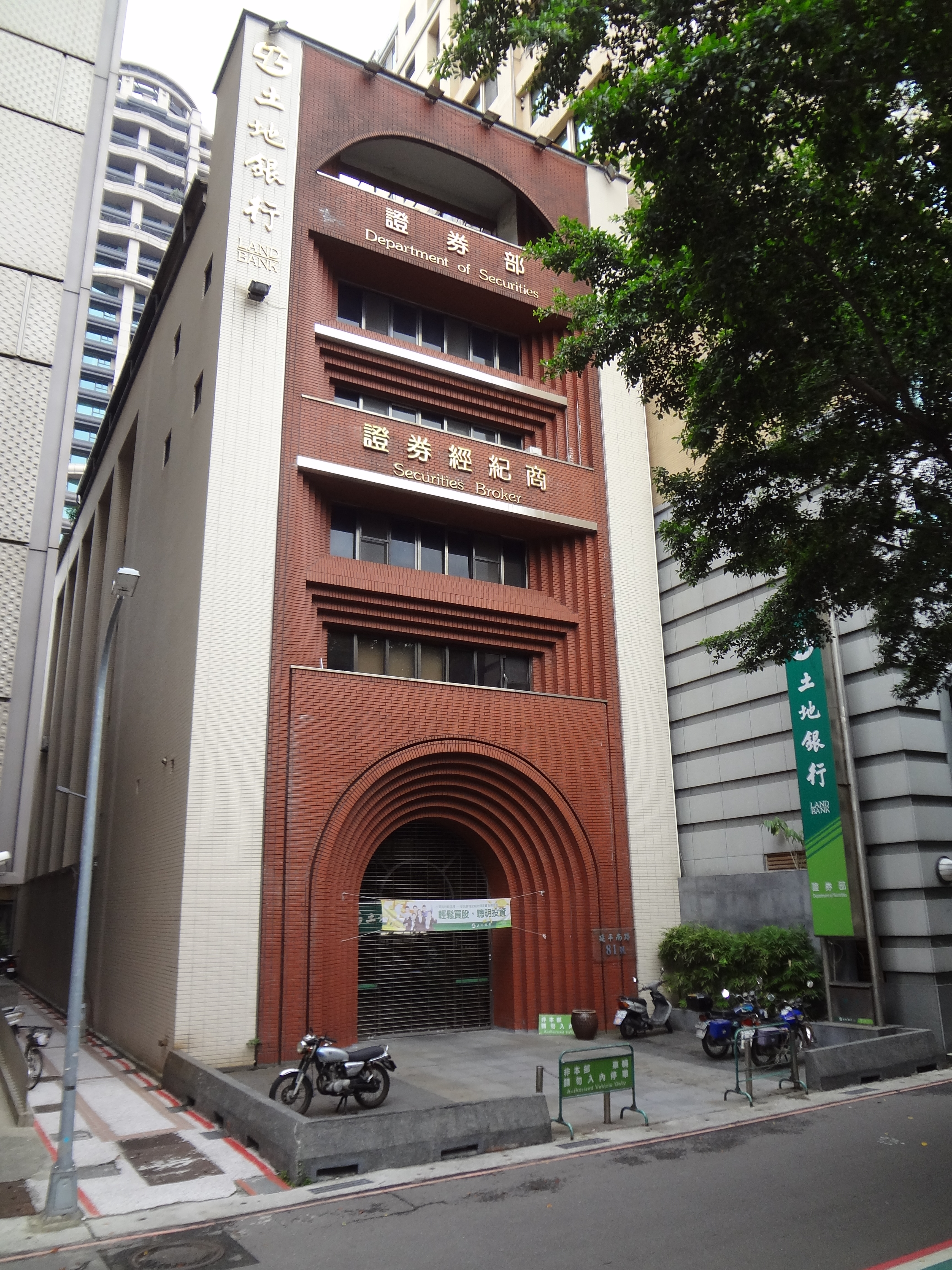
證券部

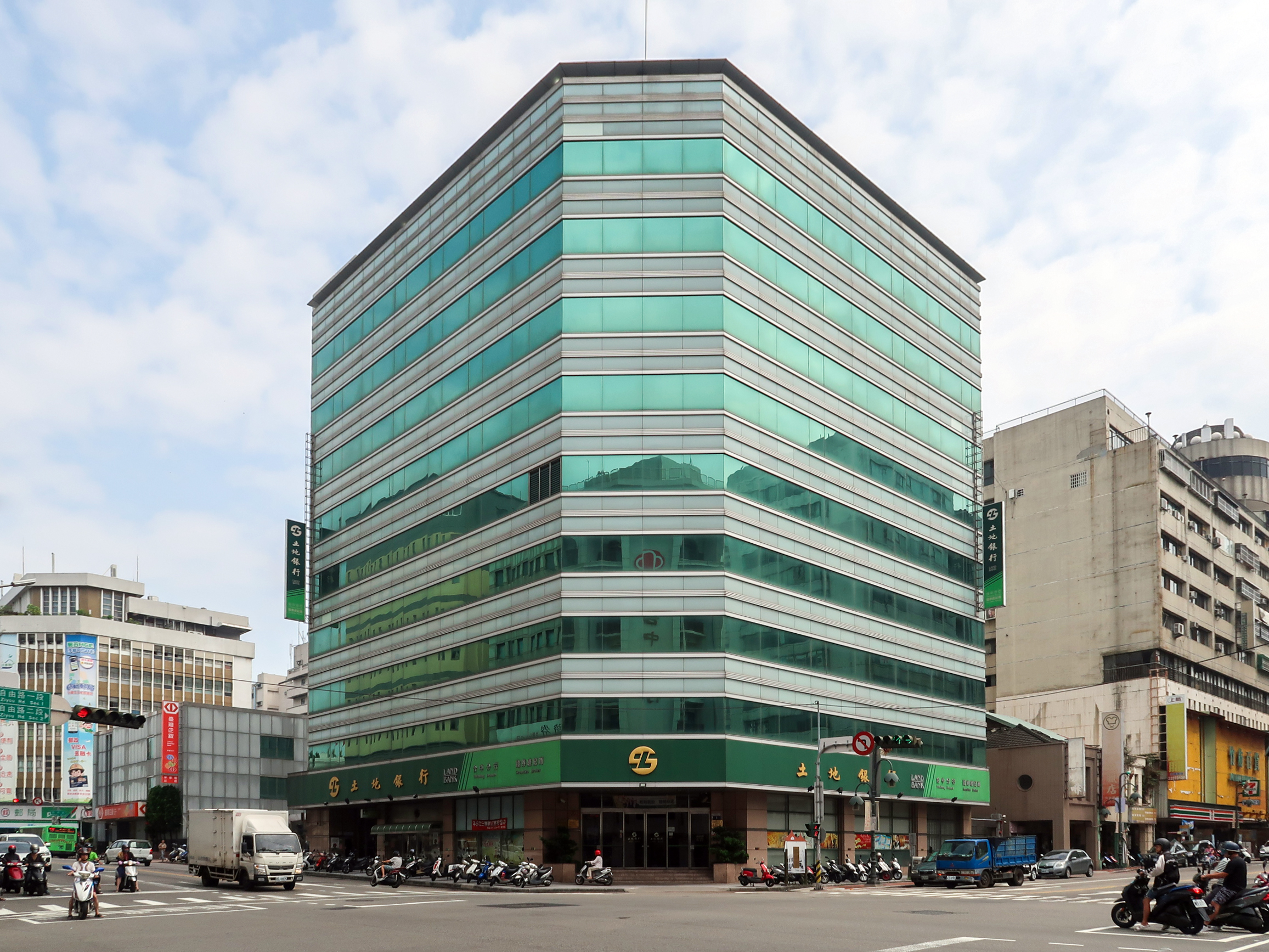
臺中分行

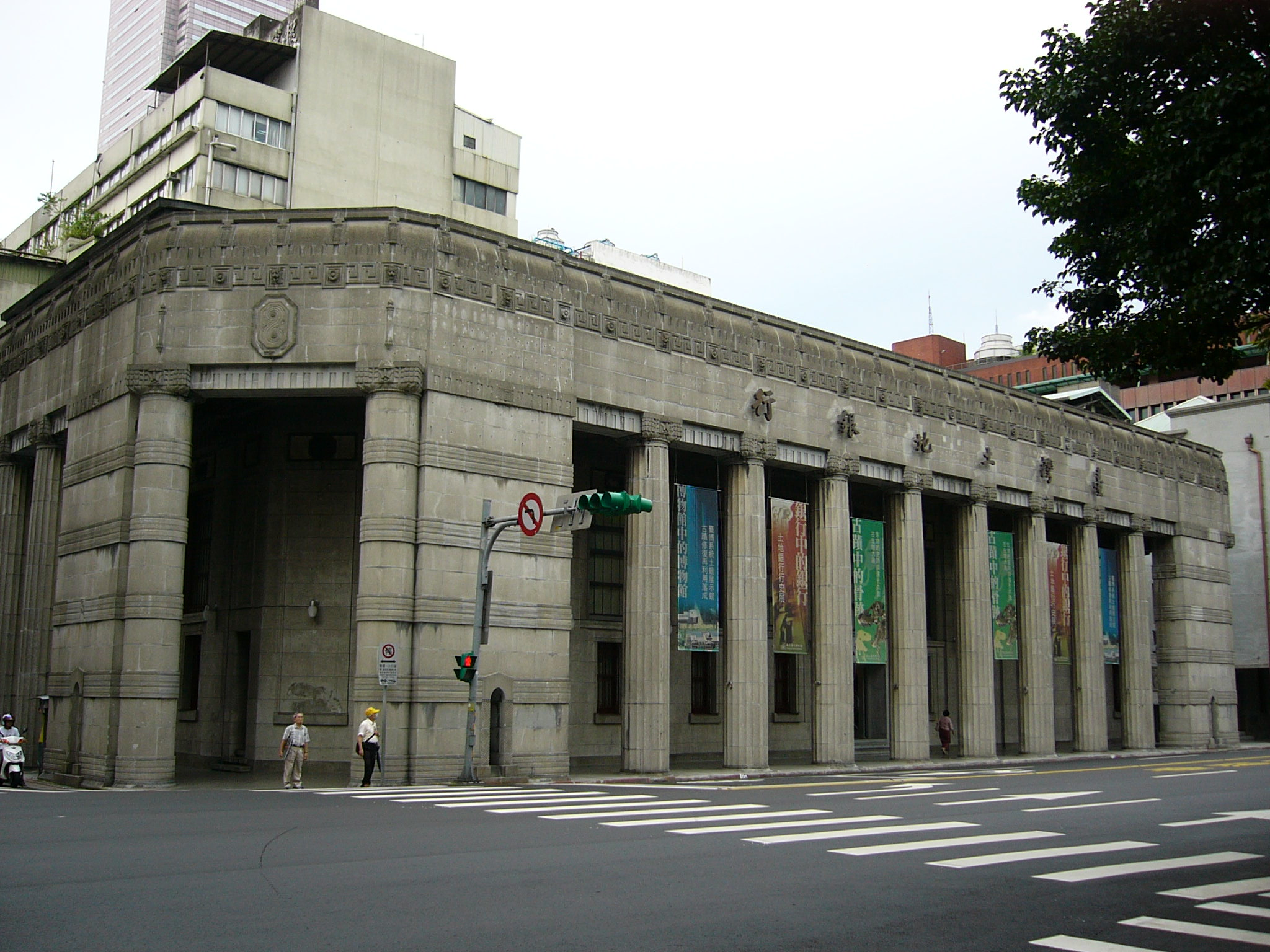
展示館

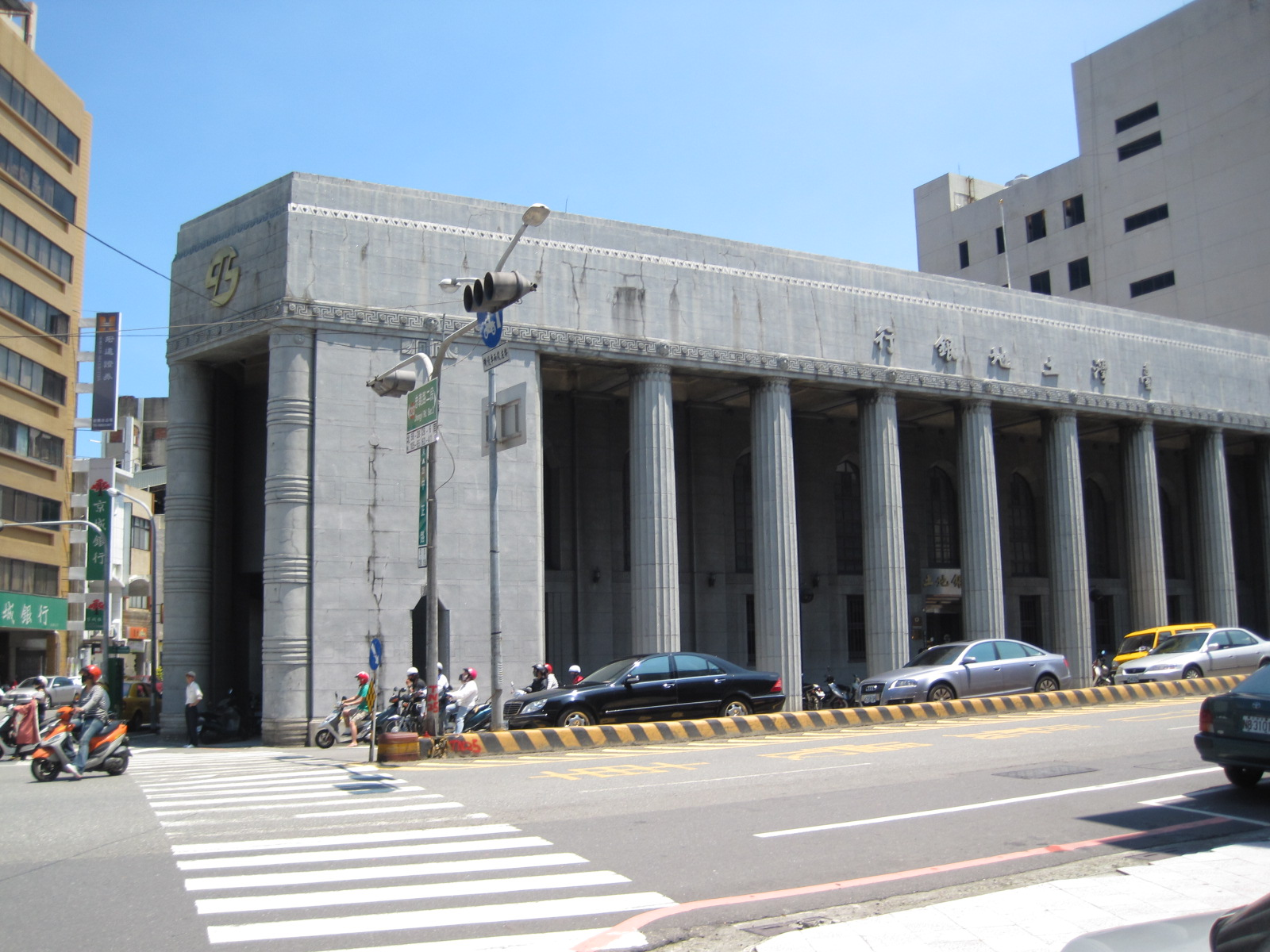
臺南分行

- 1946年（民國35年）9月1日，中華民國政府為配合在臺灣推行平均地權、耕者有其田等土地政策，以台灣日治時期原日本勸業銀行之臺北、新竹、臺中、臺南、高雄等五個支店（分行）為據點，成立臺灣土地銀行，總行設於原勸業銀行台北支店。
- 1947年（民國36年）2月1日，土地銀行嘉義辦事處成立，接收臺灣拓殖株式會社事業地。
- 1947年11月29日，土地銀行清算接收日本勸業銀行在臺五分行。
- 1948年（民國37年）土地銀行組建土地銀行棒球隊，並與其他五支銀行棒球隊進行了早期台灣棒球史重要的「銀行公會棒球賽」（台北市銀行商業同業公會主辦，又稱六行庫棒球賽）；1962年，土地銀行棒球隊解散。
- 1949年（民國38年）臺灣開始實行三七五減租，土地銀行奉命辦理扶植自耕農購地貸款事宜。
- 1960年（民國49年）3月，土地銀行受臺灣省政府委託開發臺灣省基隆市七堵區六堵工業區，為臺灣工業區開發之濫觴。
- 1975年（民國64年）11月4日，《銀行法》修正施行，財政部指定土地銀行為不動產信用銀行兼辦農業信用業務。
- 1985年（民國74年）土地銀行取得法人資格。
- 1995年（民國84年）6月21日，土地銀行開辦國際信用卡業務。
- 1997年（民國86年）1月23日，土地銀行官方網站（www.landbank.com.tw）上線。
- 1998年（民國87年）12月21日，因精省條例施行，土地銀行改隸財政部。
- 1999年（民國88年）12月29日，財政部宣布土地銀行與臺灣銀行及中央信託局合併案。之後臺灣銀行合併中央信託局，土地銀行並未參與。
- 2001年（民國90年）9月14日，土地銀行概括承受臺中縣豐原市農會信用部、屏東縣枋寮鄉農會信用部、屏東縣高樹鄉農會信用部、金門縣農會信用部。
- 2003年（民國92年）7月1日，土地銀行配合公營事業民營化政策，改制為臺灣土地銀行股份有限公司。
- 2004年（民國93年）5月21日，土地銀行奉准改制為公開發行公司。
- 2009年（民國98年）10月6日，土地銀行成立證券部。
- 2010年（民國99年）2月21日，國立臺灣博物館開設土銀展示館，館址設於勸業銀行舊廈，產權仍歸土地銀行。

## 日治五大支店
- 臺北支店：1923年1月25日，台北市表町2丁目11番地（台北市館前路6號）
- 臺南支店：1928年10月1日，台南市北門町2丁目61番地之3
- 臺中支店：1935年9月2日，台中市橘町2丁目8番地
- 高雄支店：1940年11月1日，高雄市鹽埕町3丁目1番地
- 新竹支店：1943年5月1日，新竹市表町3丁目82番地（新竹市中央路1號）

## 歷屆董事長
| 姓名               | 任職時間                      |
| 臺灣土地銀行董事長 | 臺灣土地銀行董事長            |
| ------------------ | ----------------------------- |
| 嚴家淦             | 1946年12月25日-1949年12月23日 |
| 馬壽華             | 1949年12月23日-1950年1月5日   |
| 蕭錚               | 1950年1月5日-1972年10月19日   |
| 葉新明             | 1972年10月19日-1978年9月9日   |
| 洪樵榕             | 1978年9月9日-1979年8月14日    |
| 楊基銓             | 1979年8月14日-1984年9月3日    |
| 許遠東             | 1984年9月3日-1990年7月17日    |
| 徐金鐸             | 1990年7月17日-1997年7月16日   |
| 陳棠               | 1997年7月16日-2000年10月26日  |
| 魏啓林             | 2000年10月26日-2004年6月25日  |
| 蔡哲雄             | 2004年6月25日-2007年1月2日    |
| 吳繁治             | 2007年1月2日-2008年10月12日   |
| 王耀興             | 2008年10月12日-2014年8月11日  |
| 徐光曦             | 2014年8月11日-2015年9月3日    |
| 吳當傑             | 2015年9月3日-2016年9月12日    |
| 凌忠嫄             | 2016年9月12日-2019年4月8日    |
| 黃伯川             | 2019年4月8日-2021年3月24日    |
| 謝娟娟             | 2021年3月24日-2024年6月25日   |

## 外部連結
- 臺灣土地銀行 （页面存档备份，存于）（繁體中文）
- 臺灣土地銀行的Facebook專頁